# Wiktor Misky
Wiktor Stefan Marian Misky (ur. 8 września 1890 w Wadowicach, zm. 1950) – podpułkownik intendent Wojska Polskiego.

## Życiorys
Wiktor Stefan Marian Misky urodził się 8 września 1890 w Wadowicach, w rodzinie Ludwika i Wiktorii z Polityńskich. Był bratem Ludwika (1884–1938), malarza. Przed 1914 został technikiem.
Po wybuchu I wojny światowej przystąpił do szeregów oddziałów strzeleckich 4 sierpnia 1914. Od 20 sierpnia 1914 był żołnierzem 1 kompanii III batalionu 1 pułku piechoty Legionów Polskich. W październiku 1914 odniósł rany w bitwie pod Laskami, po czym był leczony, a potem służył jako podoficer rachunkowy w 1 pułku piechoty (I Brygada) i w 6 pułku piechoty (III Brygada). W 1917 służył w oddziale sztabowym 1 pp..
Po odzyskaniu przez Polskę niepodległości został przyjęty do Wojska Polskiego. Mianowany na stopień podporucznika prowiantowego z dniem 1 marca 1919. Uczestniczył w wojnie polsko-bolszewickiej w strukturze WOZG Warszawa-Powązki. W korpusie oficerów zawodowych administracji dział gospodarczy był awansowany na stopień kapitana ze starszeństwem z dniem 1 czerwca 1919, a następnie na stopień majora ze starszeństwem z dniem 1 lipca 1923. Jako oficer nadetatowy Okręgowego Zakładu Gospodarczego I był przydzielony do Szefostwa Intendentury w Dowództwie Okręgu Korpusu Nr III w Grodnie. W 1928 był szefem Rejonowego Kierownictwa Intendentury Grodno. W 1932 służył w Szefostwie Intendentury Okręgu Korpusu Nr III w Grodnie. Od około lat 1934 sprawował urząd prezydenta miasta Grodna. Przed wyborami parlamentarnymi do Sejmu RP w 1935 został mianowany komisarzem wyborczym w okręgu wyborczym nr 77. Latem 1936 udał się na urlop, po którym miał ustąpić z urzędu prezydenta i powrócić do służby wojskowej na stanowisku szefa intendentury. W połowie 1935 został awansowany na stopień podpułkownika intendentury z dniem 1 stycznia 1935. Był szefem intendentury w Dowództwie Korpusu Ochrony Pogranicza w Warszawie, pełniąc to stanowisku nadal w marcu 1939
Po wybuchu II wojny światowej w okresie trwającej kampanii wrześniowej 1939 był szefem służby intendentury armii „Poznań”. Został wzięty przez Niemców do niewoli i przebywał m.in. w oflagu VII A Murnau. Odzyskał wolność u kresu wojny 29 kwietnia 1945.
Po wojnie zamieszkiwał we Francji. Zmarł w 1950. 
26 kwietnia 1927 poślubił w Sanoku Stanisławę Dąbrowiecką z Brzozowa (ur. 1906), a świadkiem na ich ślubie był kpt. Gustaw Tysowski.
Był pierwowzorem postaci Witka Delneya w powieści Emila Zegadłowicza Zmory.

## Ordery i odznaczenia
- Krzyż Niepodległości (24 października 1931)[18]
- Krzyż Kawalerski Orderu Odrodzenia Polski (10 listopada 1928)[19][20]
- Krzyż Walecznych (przed 1923)[21][2]
- Srebrny Krzyż Zasługi (2 marca 1925)[22][9]
- Odznaka „Za wierną służbę”[4]
- Medal 10 Rocznicy Wojny Niepodległościowej (Łotwa, 1929)[23]